# Aita asch-Scha'b

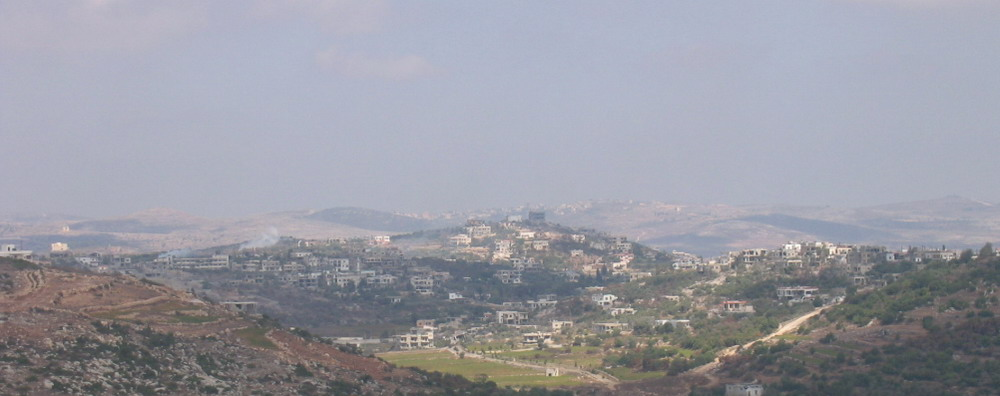
Aita asch-Scha'b (2006)

Aita asch-Scha'b (auch Ayta ech Chaab oder Ayta ash Sha'b; arabisch عيتا الشعب, DMG ʿAiṭā aš-Šaʿb) ist eine kleine libanesische Ortschaft in der Nähe der israelisch-libanesischen Grenze.

## Libanonkrieg 2006
Nach Angaben der Hisbollah hat die Gefangennahme der beiden Soldaten Ehud Goldwasser und Eldad Regev am 12. Juli 2006 in dieser Ortschaft stattgefunden. Die von der Hisbollah als Operation Gehaltenes Versprechen bezeichnete Aktion wird von Israel als Auslöser für den Libanonkrieg 2006 angegeben.
Vom 31. Juli 2006 an war die Ortschaft zwischen der Hisbollah und der IDF heftig umkämpft.